# Giga Wing
Giga Wing (ギガウイング?, Giga Uingu) è un videogioco arcade del genere sparatutto a scorrimento verticale, sviluppato da Takumi e pubblicato da Capcom nel 1999 per CP System II. Convertito per Dreamcast, il gioco ha ricevuto un seguito dal titolo Giga Wing 2.

## Trama
Nel mondo di Giga Wing, diverse guerre furono combattute per il divino medaglione di pietra. Intere civiltà vennero distrutte nel lotta per ottenere il controllo del leggendario oggetto. Nell'anno 2050, quattro piloti  sono partiti e ciascuno porta con sé una misteriosa pietra. Si dice che le pietre siano l'unico mezzo per distruggere il medaglione una volta per tutte. Il giocatore può scegliere di completare il viaggio con uno dei quattro piloti: Sinnosuke, Ruby, Isha, e Stuck ognuno dei quali ha la sua propria storia. In tutte le storie dei personaggi ci sono finali buoni e cattivi. Nei finali cattivi, il personaggio che sceglie il giocatore si sacrificherà con un attacco kamikaze per distruggere il medaglione, in una partita a due giocatori uno dei due piloti si sacrificherà mentre l'altro sopravviverà. Nei finali buoni, sia nelle partite con giocatore singolo che a due giocatori nessun pilota sacrificherà la sua vita.

## Modalità di gioco
Giga Wing è uno sparatutto a scorrimento verticale fino a due giocatori che devono guidare i loro aerei attraverso i proiettili nemici e distruggere qualsiasi cosa sia sul loro percorso con un limitato numero di vite. Quando si preme il bottone A si spara con la potenza di fuoco principale. Mantenendo premuto il bottone si usa la forza riflettente per respingere i proiettili nemici. Il bottone B utilizza una riserva limitata di bombe per divenire temporaneamente invincibile e distruggere tutti i nemici su schermo. Possono essere raccolti power-up per incrementare il numero di bombe e vite o potenziare la principale potenza di fuoco. Una volta abbattuto un nemico, appaiono delle medaglie al suo posto e una volta raccolte, aumentano il moltiplicatore del punteggio. Nella versione Dreamcast ci sono due modalità di gioco: Arcade e Score Attack. La modalità Arcade è identica al gioco originale cabinato e nella modalità Score Attack lascia ai giocatori la possibilità di scegliere un livello e combattere per raggiungere il punteggio più alto. In questa modalità, il giocatore ha vite illimitate, tuttavia il moltiplicatore di punti verrà resettato una volta che il giocatore muore o usa una bomba.